# Eistalbahn
| |                                           |                                        |                                        |
| Streckennummer: | 3420 (Grünstadt–Enkenbach)                |                                        |                                        |
| Kursbuchstrecke (DB): | 666 (1974: 667; 1943: 272a; früher: 274h) |                                        |                                        |
| Kursbuchstrecke: | 272a (1946)                               |                                        |                                        |
| Streckenlänge: | 26,28 km                                  |                                        |                                        |
| Spurweite: | 1435 mm (Normalspur)                      |                                        |                                        |
| |                                           |                                        |                                        |
| \| \| \| von Neustadt (Weinstr) Hbf \| \| \| \| \| von Altleiningen \| \| \| \| 0,000 \| Grünstadt \| Grünstadt \| \| \| \| nach Worms Hbf \| \| \| \| \| nach Monsheim \| \| \| \| 1,070 \| Grünstadt Nord \| Grünstadt Nord \| \| \| 1,950 \| Asselheim \| Asselheim \| \| \| 4,010 \| Mertesheim \| Mertesheim \| \| \| 5,440 \| Ebertsheim Hp 1894–1987 \| Ebertsheim Hp 1894–1987 \| \| \| \| nach Hettenleidelheim \| \| \| \| \| Seltenbach \| \| \| \| 6,050 \| Ebertsheim \| Ebertsheim \| \| \| \| Bundesstraße 47 \| \| \| \| 9,000 \| Eisenberg (Pfalz) Bahnsteig Ost (Bft) \| Eisenberg (Pfalz) Bahnsteig Ost (Bft) \| \| \| 9,200 \| Eisenberg (Pfalz) Bahnsteig West (Bft) \| Eisenberg (Pfalz) Bahnsteig West (Bft) \| \| \| 13,405 \| Ramsen (Pfalz) \| Ramsen (Pfalz) \| \| \| \| Bockbachtalbrücke (170 m) \| \| \| \| 17,200 \| Ramsen-Eiswoog (seit 2001) \| Ramsen-Eiswoog (seit 2001) \| \| \| \| Eistalviadukt (250 m) \| \| \| \| 17,680 \| Eiswoog (1933–1976) \| Eiswoog (1933–1976) \| \| \| \| Dreibrunnertalbrücke (176 m) \| \| \| \| 19,300 \| Stempelkopf-Tunnel (483 m) \| Stempelkopf-Tunnel (483 m) \| \| \| 20,300 \| Stempelbrunnen \| Stempelbrunnen \| \| \| 22,510 \| Alsenborn \| Alsenborn \| \| \| \| Alsenz \| \| \| \| \| Alsenztalbahn von Bad Münster \| \| \| \| \| Klosterbach \| \| \| \| \| \| \| \| \| \| Klosterbach \| \| \| \| 26,280 \| Enkenbach \| Enkenbach \| \| \| \| nach Kaiserslautern \| \| \| \| \| nach Hochspeyer \| \| \| \| \| \| \| \| Quellen: [1][2] \| \| \| \| |                                           |                                        |                                        |
| Strecke |                                           | von Neustadt (Weinstr) Hbf             | von Neustadt (Weinstr) Hbf             |
| Abzweig geradeaus und ehemals von links |                                           | von Altleiningen                       | von Altleiningen                       |
| Bahnhof | 0,000                                     | Grünstadt                              | Grünstadt                              |
| Abzweig geradeaus und nach rechts |                                           | nach Worms Hbf                         | nach Worms Hbf                         |
| Abzweig geradeaus und nach rechts |                                           | nach Monsheim                          | nach Monsheim                          |
| Haltepunkt / Haltestelle | 1,070                                     | Grünstadt Nord                         | Grünstadt Nord                         |
| Haltepunkt / Haltestelle | 1,950                                     | Asselheim                              | Asselheim                              |
| Haltepunkt / Haltestelle | 4,010                                     | Mertesheim                             | Mertesheim                             |
| ehemaliger Bahnhof | 5,440                                     | Ebertsheim Hp 1894–1987                | Ebertsheim Hp 1894–1987                |
| Abzweig geradeaus und ehemals nach links |                                           | nach Hettenleidelheim                  | nach Hettenleidelheim                  |
| Brücke über Wasserlauf |                                           | Seltenbach                             | Seltenbach                             |
| Haltepunkt / Haltestelle | 6,050                                     | Ebertsheim                             | Ebertsheim                             |
| Brücke |                                           | Bundesstraße 47                        | Bundesstraße 47                        |
| Haltepunkt / Haltestelle | 9,000                                     | Eisenberg (Pfalz) Bahnsteig Ost (Bft)  | Eisenberg (Pfalz) Bahnsteig Ost (Bft)  |
| Haltepunkt / Haltestelle | 9,200                                     | Eisenberg (Pfalz) Bahnsteig West (Bft) | Eisenberg (Pfalz) Bahnsteig West (Bft) |
| Haltepunkt / Haltestelle | 13,405                                    | Ramsen (Pfalz)                         | Ramsen (Pfalz)                         |
| Brücke über Wasserlauf |                                           | Bockbachtalbrücke (170 m)              | Bockbachtalbrücke (170 m)              |
| Haltepunkt / Haltestelle Strecke ab hier außer Betrieb | 17,200                                    | Ramsen-Eiswoog (seit 2001)             | Ramsen-Eiswoog (seit 2001)             |
| Brücke (Strecke außer Betrieb) |                                           | Eistalviadukt (250 m)                  | Eistalviadukt (250 m)                  |
| Haltepunkt / Haltestelle (Strecke außer Betrieb) | 17,680                                    | Eiswoog (1933–1976)                    | Eiswoog (1933–1976)                    |
| Brücke (Strecke außer Betrieb) |                                           | Dreibrunnertalbrücke (176 m)           | Dreibrunnertalbrücke (176 m)           |
| Tunnel (Strecke außer Betrieb) | 19,300                                    | Stempelkopf-Tunnel (483 m)             | Stempelkopf-Tunnel (483 m)             |
| Dienststation / Betriebs- oder Güterbahnhof (Strecke außer Betrieb) | 20,300                                    | Stempelbrunnen                         | Stempelbrunnen                         |
| Bahnhof (Strecke außer Betrieb) | 22,510                                    | Alsenborn                              | Alsenborn                              |
| Brücke über Wasserlauf (Strecke außer Betrieb) |                                           | Alsenz                                 | Alsenz                                 |
| Kreuzung geradeaus oben (Strecke geradeaus außer Betrieb) · Strecke von rechts |                                           | Alsenztalbahn von Bad Münster          | Alsenztalbahn von Bad Münster          |
| Brücke über Wasserlauf (Strecke außer Betrieb) · Strecke |                                           | Klosterbach                            | Klosterbach                            |
| Abzweig ehemals geradeaus und von links · Strecke nach rechts |                                           |                                        |                                        |
| Brücke über Wasserlauf |                                           | Klosterbach                            | Klosterbach                            |
| Bahnhof | 26,280                                    | Enkenbach                              | Enkenbach                              |
| Abzweig geradeaus und nach rechts |                                           | nach Kaiserslautern                    | nach Kaiserslautern                    |
| Strecke |                                           | nach Hochspeyer                        | nach Hochspeyer                        |
| |                                           |                                        |                                        |
| Quellen: |                                           |                                        |                                        |

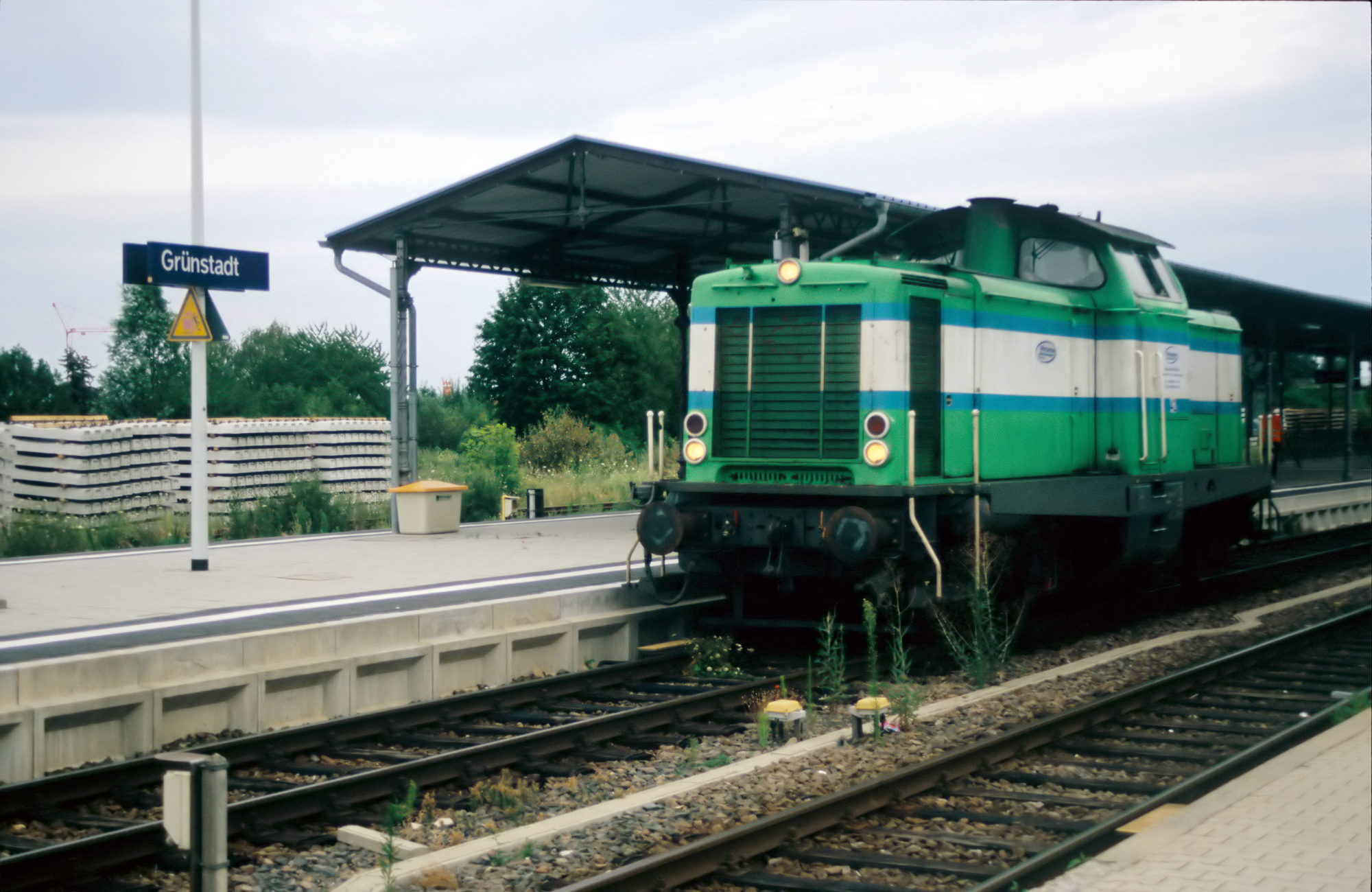
Ausgangspunkt der Eistalbahn: Bahnhof Grünstadt

Die Eistalbahn ist eine Nebenbahn in Rheinland-Pfalz mit ehemals großer Bedeutung für den Gütertransport der Eisenerzindustrie in und um Eisenberg. Der Personenverkehr spielte historisch eine eher untergeordnete Rolle, wird aber im Gegensatz zum eingestellten Güterverkehr mit einer Regionalbahnlinie gegenwärtig betrieben.

## Geografie
Die Bahnstrecke verläuft im Norden des Pfälzerwalds und führt von Grünstadt in südwestlicher Richtung durch das Tal des Eisbachs, das Eistal, nach Enkenbach.

## Geschichte

### Vorgeschichte (1838–1869)
Schon 1838, also drei Jahre nachdem die erste deutsche Eisenbahnstrecke von Nürnberg nach Fürth eröffnet wurde, beteiligte sich das Landkommissariat Kirchheim am Aktienkauf für die geplante erste pfälzische Bahnstrecke von der Rheinschanze nach Bexbach. Vor allem die in Eisenberg ansässigen Industriebetriebe versprachen sich wirtschaftliche Vorteile von diesem Verkehrsmittel, obwohl der nächstgelegene Bahnhof der ein Jahrzehnt später eröffneten Strecke sich im mehr als 30 Kilometer entfernten Neustadt befand. Nachdem in der Pfalz, die zum Königreich Bayern gehörte, in den folgenden drei Jahrzehnten weitere Bahnstrecken wie die Pfälzische Maximiliansbahn Neustadt–Wissembourg und andere eröffnet worden waren, fühlten sich die Gemeinden entlang des Eisbachtals verkehrsmäßig ins Abseits gedrängt.
Am 7. August 1864 gründete sich das Eistal-Komitee, das unter der Leitung des pfälzischen Industriellen Carl von Gienanth stand. Es bemühte sich um eine Konzession für eine Bahnlinie, die in Grünstadt von der zwischen 1865 und 1873 eröffneten Strecke Neustadt–Monsheim abzweigen, entlang des Eisbachs Eisenberg und von dort aus entweder nach Dreisen oder über Alsenborn nach Enkenbach führen sollte. Ein entsprechendes Gesuch ging am 14. November 1865 an das bayerische Handelsministerium. Die Ablehnung folgte bereits zwei Wochen später.
Zwei Jahre später folgte ein neues Gesuch des Komitees. Es wies auf die hohe Einwohnerzahl des Eisbachtals und auf die Bodenschätze in Form von Sand, Klebsand, Ton und Kalkstein hin, was umfangreichen Güterverkehr garantiere. Es scheiterte ebenfalls, da der bayerische Staat zum einen keine Zinsgarantie übernehmen wollte und zum anderen darauf verwies, dass der Bau von Hauptbahnen Vorrang habe.

### Planung, Bau und Eröffnung des Abschnitts Grünstadt–Eisenberg
Erst Ende der 1860er Jahre wurden die Pläne konkretisiert. Da sich der Bahnbau zwischen Grünstadt und Eisenberg deutlich einfacher bewerkstelligen ließ als auf dem restlichen Streckenabschnitt, fiel 1869 der Beschluss, die Bahnlinie vorerst in Eisenberg enden zu lassen. Die nächste Eingabe des Komitees folgte im Jahr 1872. Der bayerische Landtag erteilte schließlich am 28. April 1872 die Genehmigung für den Bau einer Strecke von Grünstadt nach Eisenberg. Die bayerische Regierung erwirkte zudem eine Zinsgarantie über 600.000 Gulden. Ab dem 5. Mai begannen die konkreten Planungen. Zunächst bestand über die Trassierung Uneinigkeiten über die Standorte der vorgesehenen Bahnhöfe in Ebertsheim und Eisenberg. Vor allem Hettenleidelheim und Wattenheim zogen in Erwägung, letzteren so zu positionieren, dass eine Verlängerung der Strecke über ihr Territorium zu einem späteren Zeitpunkt möglich sei. Die bayerische Regierung gab am 30. Januar 1874 in Form einer Konzession endgültig grünes Licht für den Streckenbau. Das detaillierte Projekt erschien am 29. August. Die Strecke sollte am südlichen Hang des Tales verlaufen, wobei eine spätere Weiterführung über Eisenberg hinaus entsprechend Berücksichtigung fand. Der Kostenvoranschlag kam von Seiten des Komitees, der sich jedoch als zu gering herausstellte.
Während des Streckenbaus mussten Erdbewegungen von insgesamt 153.800 Kubikmetern bewältigt werden. Außerdem wurden 56 Brücken beziehungsweise Durchlässe, eine Überführung und fünf Unterführungen erforderlich. Aufgrund der topografischen Verhältnisse musste die Bahnlinie hoch entlang des Gehänges errichtet werden, wodurch sich die Kosten für die Überquerung von Seitentälern erhöhten. Die insgesamt 9,7 Kilometer lange Bahnstrecke Grünstadt–Eisenberg wurde am 24. Juni 1876 eröffnet. Betreiber war die Gesellschaft der Pfälzischen Nordbahnen, die für sämtliche pfälzische Strecken nördlich der Ludwigsbahn zuständig war.

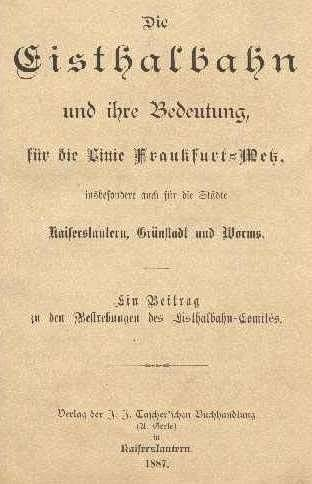
Denkschrift aus dem Jahr 1887

Bahnhof Eisenberg, 1890

Der Bahnhof Eisenberg war zunächst auch für die Gemeinde Hettenleidelheim zuständig. Da der Transport des dortigen Tons nach Eisenberg jedoch aufwändig war, gab es Bestrebungen, ebenfalls einen Bahnanschluss zu erhalten. Von Eisenberg aus war er aus topografischen Gründen jedoch nicht realisierbar, weshalb östlich von Ebertsheim eine zunächst nur dem Güterverkehr dienende Zweigstrecke errichtet wurde, die im Jahr 1894 eröffnet wurde. Am 1. Januar 1909 ging die Strecke zusammen mit den übrigen zu den Pfälzischen Eisenbahnen gehörenden Gesellschaften in das Eigentum der Bayerischen Staats-Eisenbahnen über. Zu diesem Zeitpunkt befand sich die Strecke unter der Verwaltung der Betriebs- und Bauinspektion Neustadt a.Hardt. Nach dem Ersten Weltkrieg wurde die Linie Eigentum der Deutschen Reichsbahn. 1922 erfolgte die Eingliederung in die neu gegründete Reichsbahndirektion Ludwigshafen.

### Vollendung der Strecke bis nach Enkenbach
Die Vollendung der Eistalbahn bis nach Enkenbach zog sich über mehrere Jahrzehnte hin. Der hohe Güterumschlag sowie die Tatsache, dass der Verkehr in die Region Kaiserslautern nur über Umwege mittels der Pfälzischen Ludwigsbahn oder der Zellertalbahn möglich war, führten dazu, dass die Bestrebungen, einen Lückenschluss nach Enkenbach herzustellen, nicht nachließen. Darüber hinaus existierten Bestrebungen, eine möglichst kurze Bahnverbindung zwischen Kaiserslautern und Worms entlang des gesamten Eisbachs herzustellen. Zwar existierte bereits seit 1873 entlang der Pfrimm eine durchgehende Verbindung zwischen Worms und Kaiserslautern, jedoch sollte die Eistalbahn samt ihrer geplanten Verlängerung nach Westen eine deutlich kürzere Verbindung zwischen beiden Städten herstellen. So erschien 1887 eine „Denkschrift über den Ausbau der Eistalbahn Worms–Grünstadt–Kaiserslautern, hier Teilstrecke Offstein–Grünstadt–Eisenberg–Enkenbach“.
1887 erschien eine weitere Denkschrift, in der die Bedeutung einer Magistrale Worms–Kaiserslautern–Metz betont und die Fortsetzung der Strecke nach Westen als sinnvoll erachtet wurde. Die bayerische Regierung lehnte solche Pläne jedoch ab, da sie durch eine Vielzahl parallel zueinander laufender Strecken mit Konkurrenz zwischen diesen und somit mit Einnahmeverlusten rechnete. Auch Heinrich Müller, der die Stadt Eisenberg in der Kammer der Abgeordneten vertrat, setzte sich während dieser Zeit für die Durchbindung der Bahnstrecke in Richtung Kaiserslautern ein.

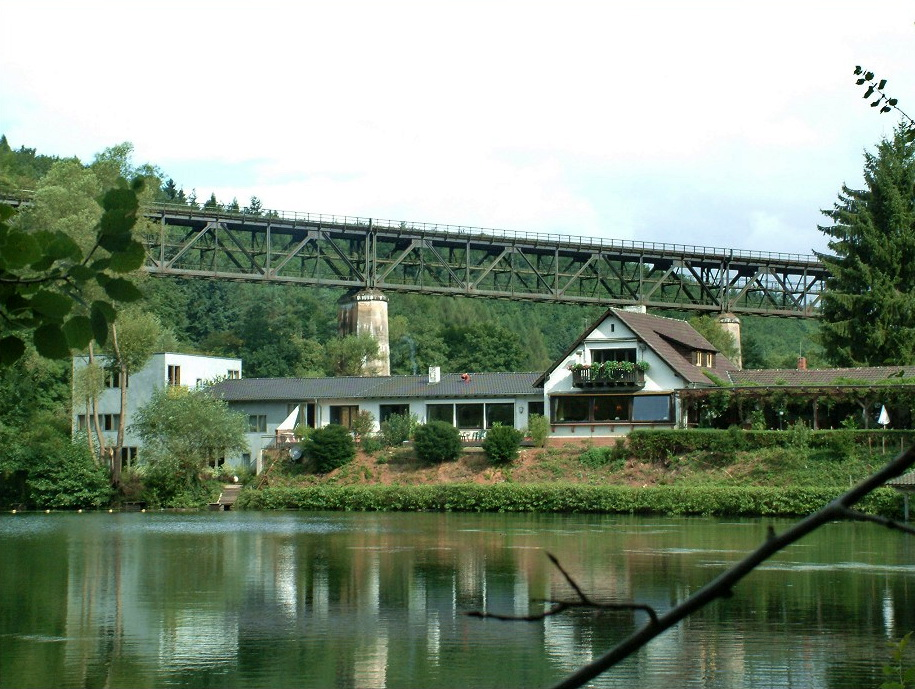
Eistalviadukt entlang des Streckenabschnitts Ramsen–Enkenbach

Nachdem zu Beginn des 20. Jahrhunderts die konkreten Planungen für die Vollendung der Strecke begonnen hatten, verhinderte der Ausbruch des Ersten Weltkrieges zunächst den Weiterbau. Die Bauarbeiten begannen erst 1922 – nun unter der Regie der Deutschen Reichsbahn –, wurden jedoch wegen der Besetzung der Pfalz durch Frankreich unterbrochen. Weil sich die betroffene Region, insbesondere Alsenborn, in einer wirtschaftlichen Krise befand, wurde die Durchbindung nach Enkenbach schließlich vor allem durch einen Sonderkredit der Reichsbahn finanziert. Nachdem im Sommer 1931 der Abschnitt zwischen Eisenberg und Ramsen für den sonntäglichen Ausflugsverkehr eröffnet worden war, folgte am 5. November 1932 der Lückenschluss.

### Zweiter Weltkrieg und Folgen
Die Ludwigshafener Eisenbahndirektion wurde zum 1. April 1937 aufgelöst; fortan war die Reichsbahndirektion Mainz für die gesamte Strecke zuständig. Ende der 1930er Jahre nahm im Zuge der Errichtung des Westwalls der Verkehr auf der Bahnstrecke deutlich zu. Im Zweiten Weltkrieg erlangte sie zudem strategische Bedeutung. 1944 wurde der Eistalviadukt im Zuge der Kampfhandlungen durch Bombenabwürfe in Mitleidenschaft gezogen und der Durchgangsverkehr kam zum Erliegen. Im selben Jahr wurde zwischen Asselheim und Albsheim an der Pfälzischen Nordbahn aus strategischen Gründen eine Verbindungskurve errichtet. Anders als ein halbes Jahrhundert zuvor geplant blieb eine direkte Verbindung an die Bahnstrecke Worms–Grünstadt jedoch aus. Die Kurve wurde nie befahren und nach dem Ende des Krieges wieder abgebaut.
Die französische Besatzungsmacht ordnete nach dem Zweiten Weltkrieg alle Bahnanlagen im nördlichen Teil ihrer Besatzungszone der Eisenbahndirektion Mainz zu. Die Strecke gehörte zur Betriebsvereinigung der Südwestdeutschen Eisenbahnen (SWDE), die in die neu gegründete Deutsche Bundesbahn (DB) überging. Anfang 1949 war die Sanierung des Eistalviaduktes abgeschlossen, sodass der durchgehende Verkehr zwischen Grünstadt und Enkenbach am 20. Januar 1949 wieder aufgenommen werden konnte.

### Deutsche Bundesbahn
Mit der Einstellung des Personenverkehrs auf der benachbarten Zweigstrecke nach Hettenleidelheim wurde der 1876 eröffnete Ebertsheimer Bahnhof für die Personenbeförderung reaktiviert, während der Abzweigbahnhof fortan ausschließlich als Betriebsbahnhof fungierte.
Die Strecke wurde zum 2. November 1954 auf vereinfachten Nebenbahnbetrieb umgestellt. Bereits in den 1960er Jahren verfolgte die DB Pläne, den ÖPNV zwischen Eisenberg und Enkenbach ebenfalls einzustellen, da die Züge schlecht ausgelastet waren. Dies scheiterte zunächst am Widerstand des Bundesministeriums für Verkehr.
Mit der schrittweisen Auflösung der Bundesbahndirektion Mainz in den Jahren 1971/72 fiel die Zuständigkeit für den östlichen Abschnitt der Strecke zum 1. Juni 1971 an die Bundesbahndirektion Karlsruhe. Der Grenzpunkt lag bei Streckenkilometer 14,0.
1973 beantragte die DB erneut die Einstellung der Personenbeförderung, diesmal auf der gesamten Strecke. Obwohl sich die betreffenden Gemeinden vehement gegen eine komplette Stilllegung des Personenverkehrs wehrten, erteilte das Verkehrsministerium schließlich den Auftrag, den Personenverkehr einzustellen, was zum Fahrplanwechsel am 30. Mai 1976 umgesetzt wurde. Am Samstag, dem 29. Mai 1976, fand noch eine Abschiedsfahrt mit geschmückten Triebwagen der Baureihe 515 statt. Im Ausflugsverkehr wurde die Strecke weiterhin befahren, so diente sie beispielsweise einer Eisenberger Schule für deren Jahresausflug. Die Gesamtstilllegung wurde zunächst durch Zuschüsse des Bundesministeriums der Verteidigung und der NATO, die ein strategisches Interesse an der Gesamtstrecke hatten, verhindert. Da die Unterhaltung des Streckenabschnitts Eisenberg–Enkenbach sehr kostenintensiv war, endete der Güterverkehr zwischen Eisenberg und Enkenbach 1988 und die DB legte den Abschnitt zum 31. Dezember 1988 still.

### Reaktivierungen (seit 1989)
1989 gründete sich der Förderverein Eistalbahn, der die drohende Demontage der Strecke verhindern wollte. So sollte beispielsweise das Eistalviadukt gesprengt werden; jedoch gelang es, diese Maßnahme zu verhindern. Am 6. April 1992 fuhr zwischen Grünstadt und Eisenberg ein Sonderzug. Anlass hierfür waren Bestrebungen des Landes Rheinland-Pfalz, den Personenverkehr auf der Strecke zu reaktivieren, obwohl ein Gutachten diese Maßnahme nicht empfahl. Im Zuge der Bahnreform ging die Strecke zum 1. Januar 1994 in das Eigentum der Deutschen Bahn über. Im selben Jahr wurde der Rheinland-Pfalz-Takt eingeführt. Er sah sowohl eine bessere Verknüpfung von Eisenbahnstrecken als auch die Reaktivierung stillgelegter Linien vor. Am 26. Mai desselben Jahres fand die Reaktivierung des Abschnitts Grünstadt–Eisenberg als erste für den Personenverkehr reaktivierte Strecke im Netz der Deutschen Bundesbahn statt. Auf der reaktivierten Strecke zwischen Grünstadt und Eisenberg wurden 82 Prozent mehr Fahrgäste als mit dem vormaligen Busverkehr gezählt. Der (im Kreis Bad Dürkheim gelegene) Abschnitt Grünstadt–Ebertsheim wurde Bestandteil des 1990 gegründeten Verkehrsverbundes Rhein-Neckar (VRN).
Ein Jahr später, am 28. Mai 1995, folgte der Streckenabschnitt von Eisenberg nach Ramsen. Ein Jahr später gehörte der gesamte reaktivierte Streckenabschnitt zum Verbundgebiet des VRN. Ab 2000 war der Abschnitt Eisenberg–Ramsen zusätzlich Bestandteil des Westpfalz-Verkehrsverbundes (WVV), ehe dieser 2006 in den VRN überging. Am 12. August 2001 wurde der Abschnitt bis zum neuen Haltepunkt Eiswoog, der sich östlich des Eisbachtal-Viaduktes befindet, verlängert. Die Durchbindung der Züge bis zum Eiswoog findet jedoch ausschließlich mittwochs, sonntags und an Feiertagen statt. Im selben Jahr wurde der Güterverkehr, dessen Bedeutung immer weiter zurückgegangen war, eingestellt.
Über eine Reaktivierung des Abschnitts Eiswoog–Enkenbach wurde bereits 1993 ein Wirtschaftlichkeitsgutachten erstellt. Seine Reaktivierung scheiterte vor allem an den zu erwartenden hohen Kosten für die Sanierung des Eisbachtal-Viadukts, des Dreibrunnertal-Viadukts und des Stempelkopf-Tunnels. Zudem will die Gemeinde Enkenbach-Alsenborn einen Teil der Bahntrasse verkaufen. Ebenso würde eine Beibehaltung der Strecke den Bau einer geplanten Umgehungsstraße erschweren. Ferner soll die Überführung über die Alsenztalbahn abgerissen werden. Die Trasse soll entweder in einen Radwanderweg umgewandelt werden oder einem Draisinenverkehr nach  Vorbild der Glantalbahn und der Bahnstrecke Germersheim–Landau dienen. Ergänzend erfolgte 2003 eine Machbarkeitsstudie, die ebenfalls kein positives Ergebnis brachte. Wegen der veränderten Bedeutung von öffentlichem Verkehr zur Erschließung ländlicher Räume unter den Aspekten Klimaänderung und Einsatz neuer Fahrzeugtechnologien wurde seit Oktober 2020 eine neue Machbarkeitsstudie zur Reaktivierung des stillgelegten Streckenabschnittes Eiswoog bis Enkenbach erstellt, die jedoch 2024 nur zu einem nicht ausreichenden Nutzen-zu-Kosten-Verhältnis von 0,5 kam, so dass eine Reaktivierung weiterhin ausgeschlossen ist.

## Betrieb

### Personenverkehr

#### Historisch
Weil der Personenverkehr eine eher untergeordnete Rolle spielte, verkehrten in den ersten Jahrzehnten oftmals kombinierte Personen- und Güterzüge. Die Freigabe der Stichstrecke nach Hettenleidelheim für den Personenverkehr im Jahr 1895 hatte zur Folge, dass mehrere Personenzüge, die bislang nach Eisenberg fuhren, nach Hettenleidelheim geführt wurden, was den Unmut der Eisenberger Bevölkerung nach sich zog. Zwar sollten in Ebertsheim Anschlusszüge nach Eisenberg verkehren, was die Bahnverwaltung jedoch aus Kostengründen oft nicht einhielt.
Bereits 1931 verkehrten sonntags Ausflugzüge von Ludwigshafen nach Ramsen, obwohl der Abschnitt westlich von Eisenberg offiziell noch nicht eröffnet worden war. Die Züge der Eistalbahn wurden nach der vollständigen Eröffnung teilweise bis nach Kaiserslautern verlängert, außerdem wurden Personen- und Güterverkehr endgültig voneinander getrennt. Zeitgleich wurde die vorher praktizierte Bedienung beider Ebertsheimer Bahnhöfe im Personenverkehr wieder aufgegeben und die Namenszusätze Ost und West wieder gestrichen. Zwischen Grünstadt und Enkenbach existierten drei beziehungsweise vier Zugpaare; ebenso viele Züge verkehrten zusätzlich zwischen Grünstadt und Hettenleidelheim, womit der Streckenabschnitt Grünstadt–Ebertsheim verstärkten Personenverkehr aufwies. Bis zum Zweiten Weltkrieg existierte ein Ausflugszug der Relation Ludwigshafen–Enkenbach.
1944 verkehrten in Fahrtrichtung Grünstadt vier durchgehende Züge, in der Gegenrichtung waren es drei. Zwischen Grünstadt und Ebertsheim kamen Züge hinzu, die anschließend die Strecke nach Hettenleidelheim befuhren. Nach der vollständigen Wiederinbetriebnahme 1949 verkehrten in den Folgejahren bis zu sechs Zugpaare über die Strecke.
Mitte der 1960er Jahre existierten zwischen Grünstadt und Enkenbach acht Zugpaare, die vor allem westlich von Eisenberg schwach ausgelastet waren. Zur selben Zeit fuhren auf dem Abschnitt Grünstadt–Ramsen an Sonn- und Feiertagen in Ludwigshafen beginnende Ausflugszüge von Ludwigshafen, die über die Strecke nach Mainz, die Bahnstrecke Freinsheim–Frankenthal und die Pfälzische Nordbahn führten. Anfang der 1970er Jahre wurde der Verkehr an Sonntagen eingestellt, zum Fahrplanwechsel im Sommer 1975 ebenso der an Samstagen.

#### Aktuell
Die Strecke ist im Kursbuch unter der Nummer 666 (Ramsen–Frankenthal) verzeichnet. Alle Züge beginnen beziehungsweise enden in Frankenthal. Von Grünstadt bis Freinsheim folgen die Fahrten der Pfälzischen Nordbahn und befahren anschließend die Bahnstrecke Freinsheim–Frankenthal. Der Streckenabschnitt Ramsen–Eiswoog wird lediglich an Sonn- und Feiertagen befahren. Von Montag bis Samstag läuft der Betrieb von 6 bis 21 Uhr ab, sonn- und feiertags beginnt er erst um 7 Uhr. Gefahren wird meistens im Stundentakt, jedoch wird er nicht konsequent eingehalten.

### Güterverkehr

Fahrplan des Nahgüterzugs 1960

Der Güterverkehr besaß aufgrund des Waldreichtums im oberen Eistal sowie der in Eisenberg ansässigen Industriebetriebe und der Tonvorkommen im Einzugsgebiet der Stadt lange Zeit eine große Bedeutung. Vor allem der Bahnhof Eisenberg hatte ein hohes Verkehrsaufkommen, was sich in den Gleisanlagen widerspiegelte.
Anfang des 20. Jahrhunderts verkehrten täglich drei Güterzüge von Grünstadt nach Eisenberg; einer fuhr in der Relation Ludwigshafen–Grünstadt–Eisenberg–Hettenleidelheim, ein anderer ausschließlich zwischen Grünstadt und Eisenberg, ein dritter übernahm zusätzlich die Bedienung der Bahnstrecke Grünstadt–Altleiningen.
Nach der Verlängerung der Strecke bis Enkenbach im Jahr 1932 fuhren Nahgüterzüge vom Rangierbahnhof Einsiedlerhof aus ins Eistal. Die Bahnhöfe zwischen Eisenberg und Enkenbach dienten primär der Holzverladung. Nach der vorübergehenden Einstellung des Personenverkehrs im Jahr 1976 wurde der Bahnhof Eisenberg jedoch immer weiter zurückgestuft. Der Güterverkehr ging in den folgenden zehn Jahren sehr stark zurück; unter anderem wurden Ebertsheim und Ramsen als Tarifpunkte geschlossen. Ab 1981 wurde zwischen Eisenberg und Enkenbach der reguläre Güterverkehr aufgegeben; lediglich Militärzüge in die Region Kaiserslautern, die Lademaßüberschreitung aufwiesen, verkehrten dort noch. Der Militärtransport verlor nach dem Ende des Kalten Krieges ab Mitte der 1980er Jahre seine Bedeutung. Nach Eisenberg fanden weiterhin Übergaben statt, die über Grünstadt verliefen; Güterkunden waren die Gienanth GmbH sowie die Eisenberger Klebsandwerke. Nachdem Eisenberg entlang der Strecke der letzte Bahnhof war, der Güterverkehr aufwies, wurde der zum 1. Oktober 2001 komplett eingestellt.

## Fahrzeugeinsatz

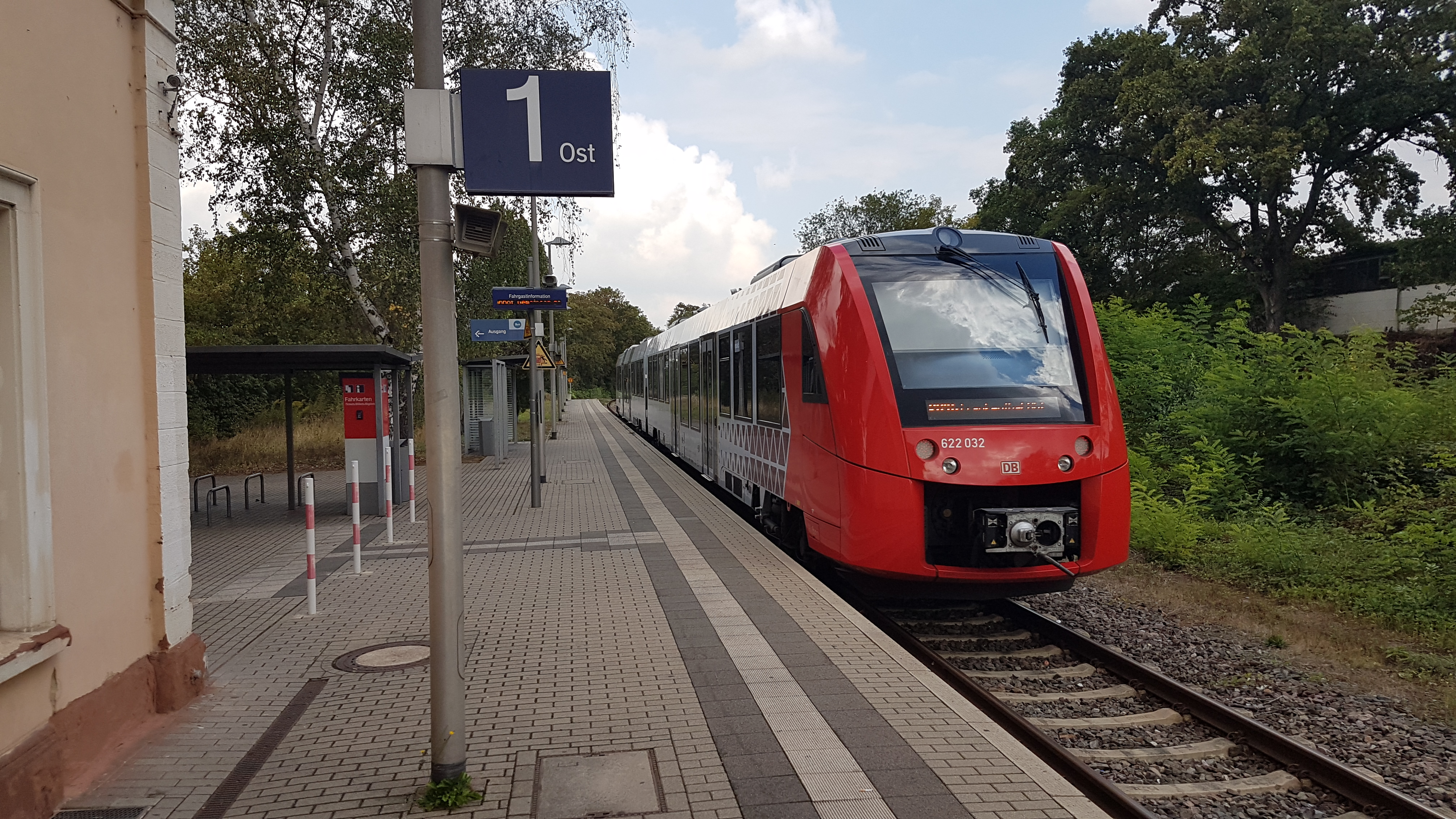
Regionalbahn der DB Baureihe 622 im Bahnhof Eisenberg (Pfalz)

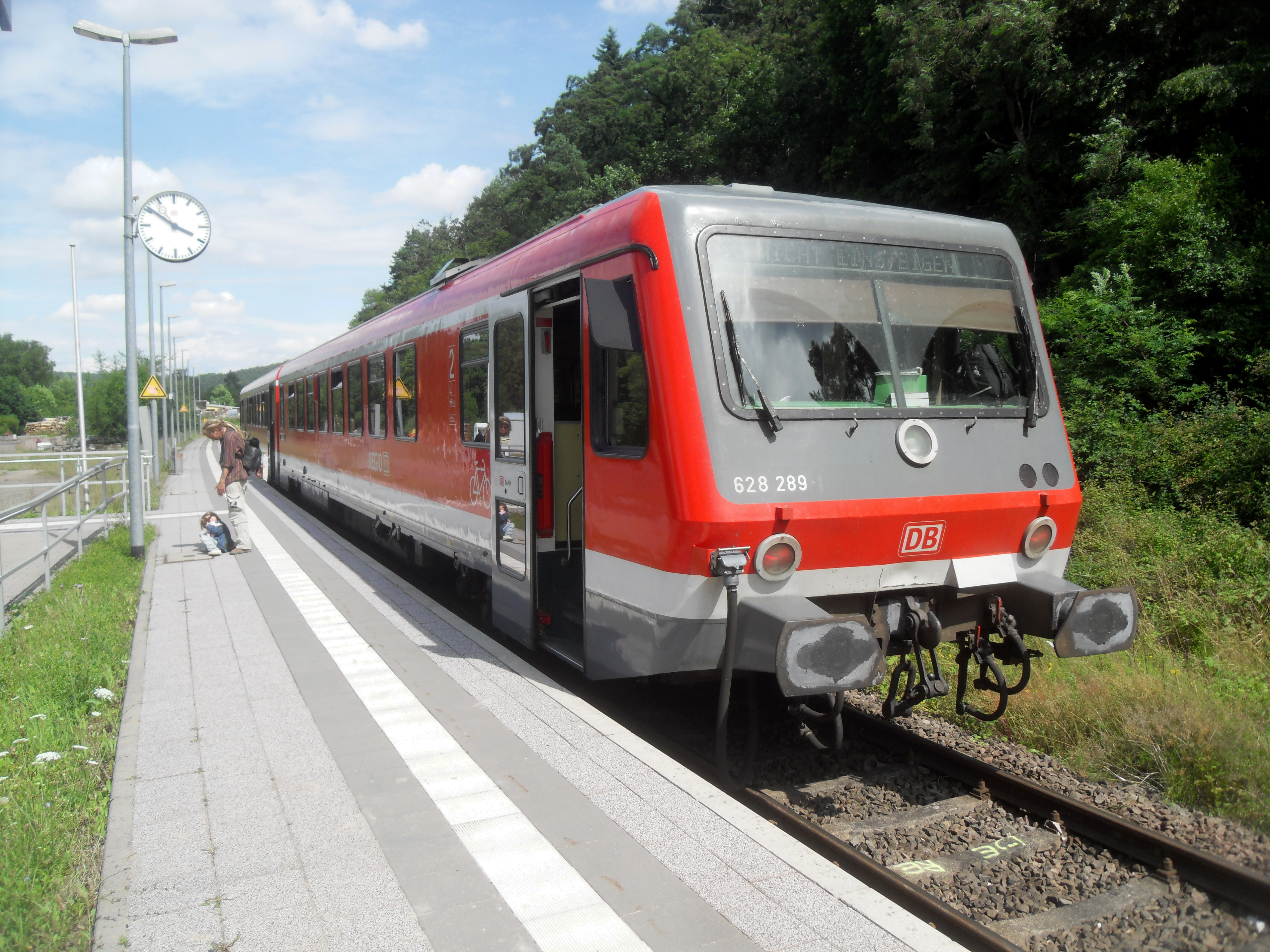
Regionalbahn mit Dieseltriebwagen der DB-Baureihe 628 im Bahnhof Ramsen (Pfalz)

Dass der Personenverkehr auf der Strecke zunächst eine eher geringe Rolle spielte, spiegelte sich ebenso im Wagenmaterial wider: So verkehrten bis Anfang des 20. Jahrhunderts die eher schwachen Lokomotiven der Baureihe T 1; bis 1912 wurden ausschließlich Personenwagen der dritten Klasse gefahren. Zuständig war hierfür die Werkstätte Ludwigshafen. Mit Durchbindung der Strecke bis nach Enkenbach übernahmen Dampflokomotiven der Baureihen 64, 75 und 77 aus dem Bahnbetriebswerk Kaiserslautern die Leistungen im Personenverkehr, nach dem Zweiten Weltkrieg, übernahmen die Baureihen 50 und 86 diese Aufgabe.
Im Güterverkehr kamen in der Anfangszeit Lokomotiven der Baureihen G 2I und G 2II zum Einsatz, die bis Anfang des 20. Jahrhunderts auf der Strecke blieben. Für den Personenverkehr war zu diesem Zeitpunkt die T 1 zuständig. Später verkehrte vor allem die Baureihe 50. Zuletzt wurde er bis zu seiner Einstellung von Diesellokomotiven der Baureihen 290 und 360 durchgeführt.
Ab Mitte der 1950er Jahre wurden bis zur Stilllegung hauptsächlich Uerdinger Schienenbusse und Akkumulatortriebwagen der Baureihe ETA 150 eingesetzt, die bereits 1960 die Dampflokomotiven verdrängt hatten. Nach der Reaktivierung wurde die Strecke mit Dieseltriebwagen der Baureihe 628 befahren. Seit dem 13. Dezember 2015 verkehren auf der Strecke nur noch Dieseltriebwagen des Typs Alstom Coradia LINT 41 und Alstom Coradia LINT 54.

## Verlauf

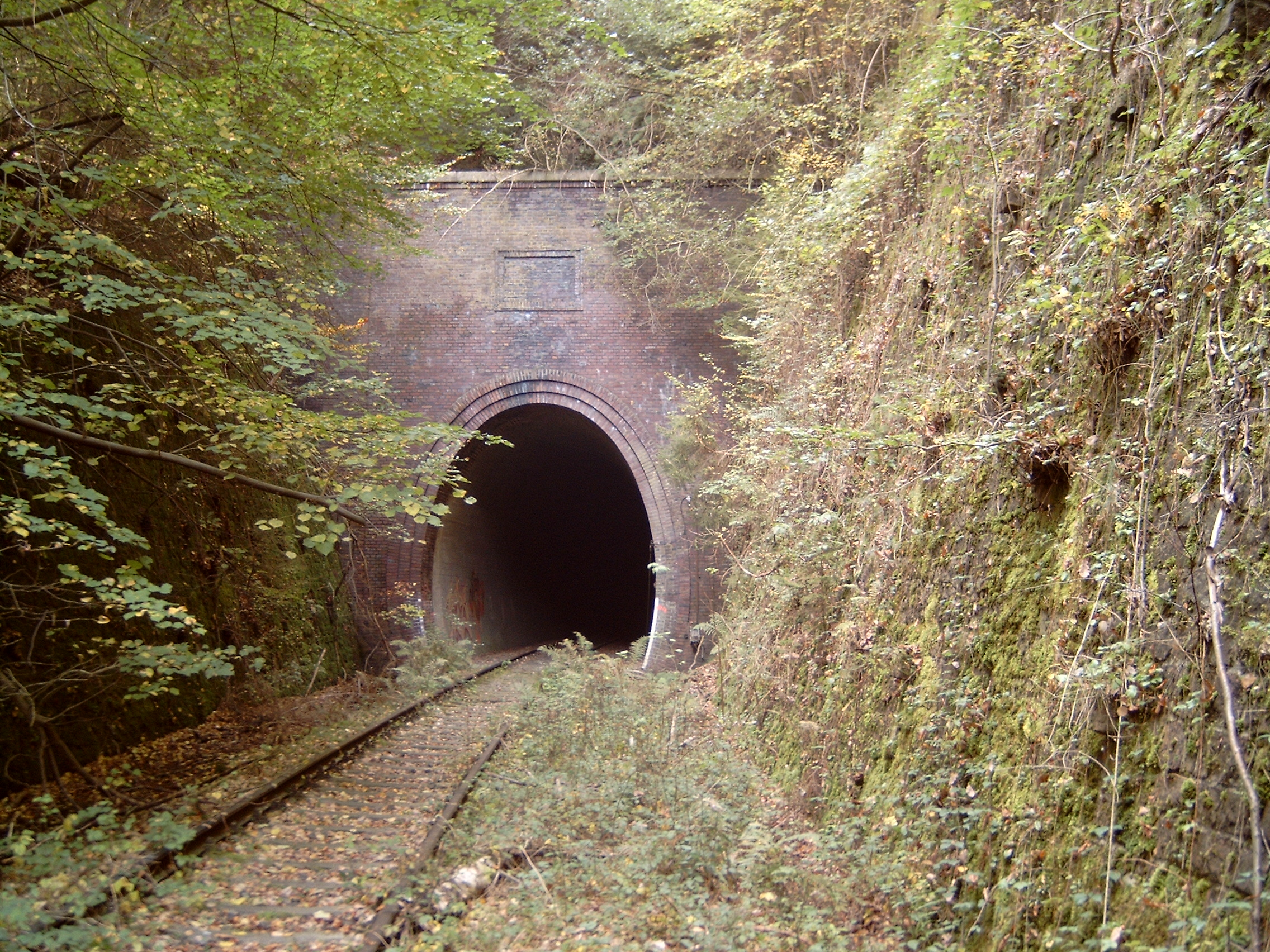
Stempelkopftunnel

Die Eistalbahn verläuft im nördlichen Teil des Pfälzerwalds. Nachdem sie den Bahnhof von Grünstadt verlassen hat, umfährt sie die Stadt in einer großen Schleife, um unmittelbar nach der Trennung von der Pfälzischen Nordbahn den Haltepunkt Grünstadt Nord zu erreichen.
Von Asselheim bis Eiswoog folgt sie im Eistal an einem Berghang dem namensgebenden Gewässer, dem Eisbach, der im Volksmund oft die Eis genannt wird. Ab Ramsen tritt sie in den Stumpfwald ein. Am stillgelegten Streckenabschnitt Eiswoog–Enkenbach waren die topografischen Verhältnisse des Stumpfwalds, der dort zunehmend hügeliger wird, deutlich schwieriger, so dass dort mit dem Stempelkopftunnel und dem Eistalviadukt zwei markante Kunstbauten entstanden. Letzterer ist die längste Eisenbahnbrücke in der Pfalz. Nachdem die Bahnlinie Alsenborn passiert hat, folgt eine weite S-Kurve, bei der sie die Alsenztalbahn Kaiserslautern–Bingen überbrückt, um in diese in Enkenbach niveaufrei einzufädeln.
Der Abschnitt von Grünstadt bis Ebertsheim befindet sich im Landkreis Bad Dürkheim, von Eisenberg bis zum Haltepunkt Eiswoog verläuft die Strecke innerhalb des Donnersbergkreises; der westliche Streckenteil passiert den Landkreis Kaiserslautern. Mit Grünstadt, Mertesheim, Ebertsheim, Eisenberg, Ramsen und Enkenbach-Alsenborn werden insgesamt sechs Gemeinden durchfahren.

## Betriebsstellen und Kunstbauten

### Grünstadt

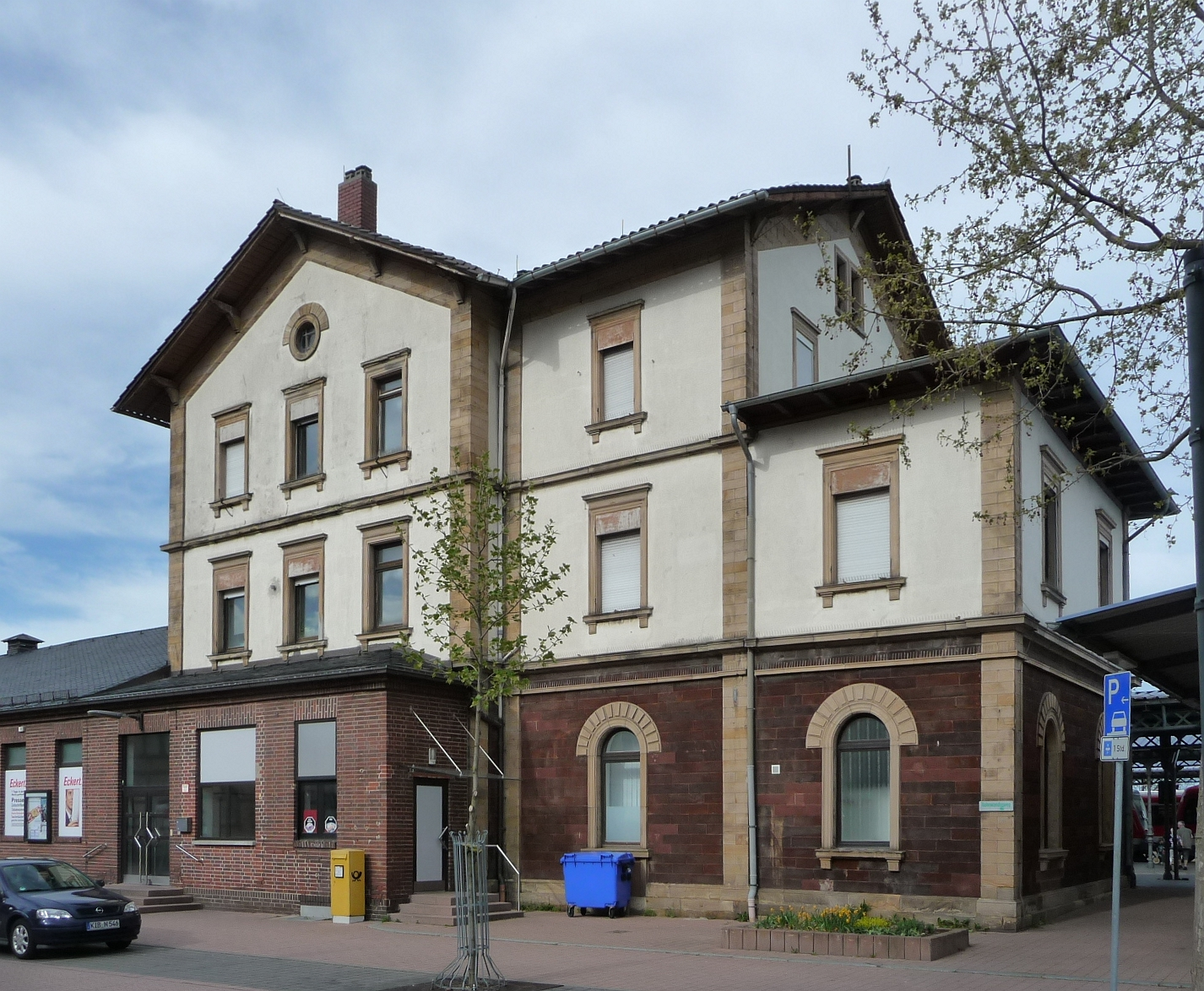
Bahnhof Grünstadt

Der Bahnhof Grünstadt steht im Zentrum von Grünstadt. Er wurde 1873 mit Inbetriebnahme des Nordbahnabschnitts Monsheim–Grünstadt eröffnet, der Lückenschluss nach Dürkheim folgte im selben Jahr. Durch die Inbetriebnahme der Eistalbahn drei Jahre später wurde er zum Eisenbahnknotenpunkt. Später kamen außerdem die inzwischen stillgelegten Strecken nach Altleiningen und Worms hinzu. Sein früheres Empfangsgebäude steht unter Denkmalschutz.
Der Bahnhof war einst von Bedeutung und verfügte über eine Außenstelle des Bahnbetriebswerkes Neustadt. Diese hatte eigene Rangierlokomotiven der Baureihen 56.20 und 91.3.

### Grünstadt Nord
Der Haltepunkt Grünstadt Nord befindet sich am nordöstlichen Rand von Grünstadt unweit des Abzweiges der Eistalbahn von der Nordbahn. Er wurde erst im Zuge der Reaktivierung der Strecke für den Personenverkehr in den 1990er Jahren errichtet.

### Asselheim
Der Haltepunkt und frühere Bahnhof Asselheim befindet sich am südlichen Ortsrand von Asselheim. Während der Zeit der Bayerischen Staatseisenbahnen war er als Stationstyp 3 geführt, was bedeutete, dass er Personen-, Gepäck- und beschränkten Güter-Verkehr aufwies. Das Empfangsgebäude spielt für den Bahnverkehr keine Rolle mehr und dient heute als Privathaus.

### Mertesheim
Der Haltepunkt Mertesheim befindet sich in der Ortsmitte von Mertesheim. Er gehört der Preisklasse 6 an. Sein Empfangsgebäude wurde zwischenzeitlich abgerissen.

### Ebertsheim Haltepunkt

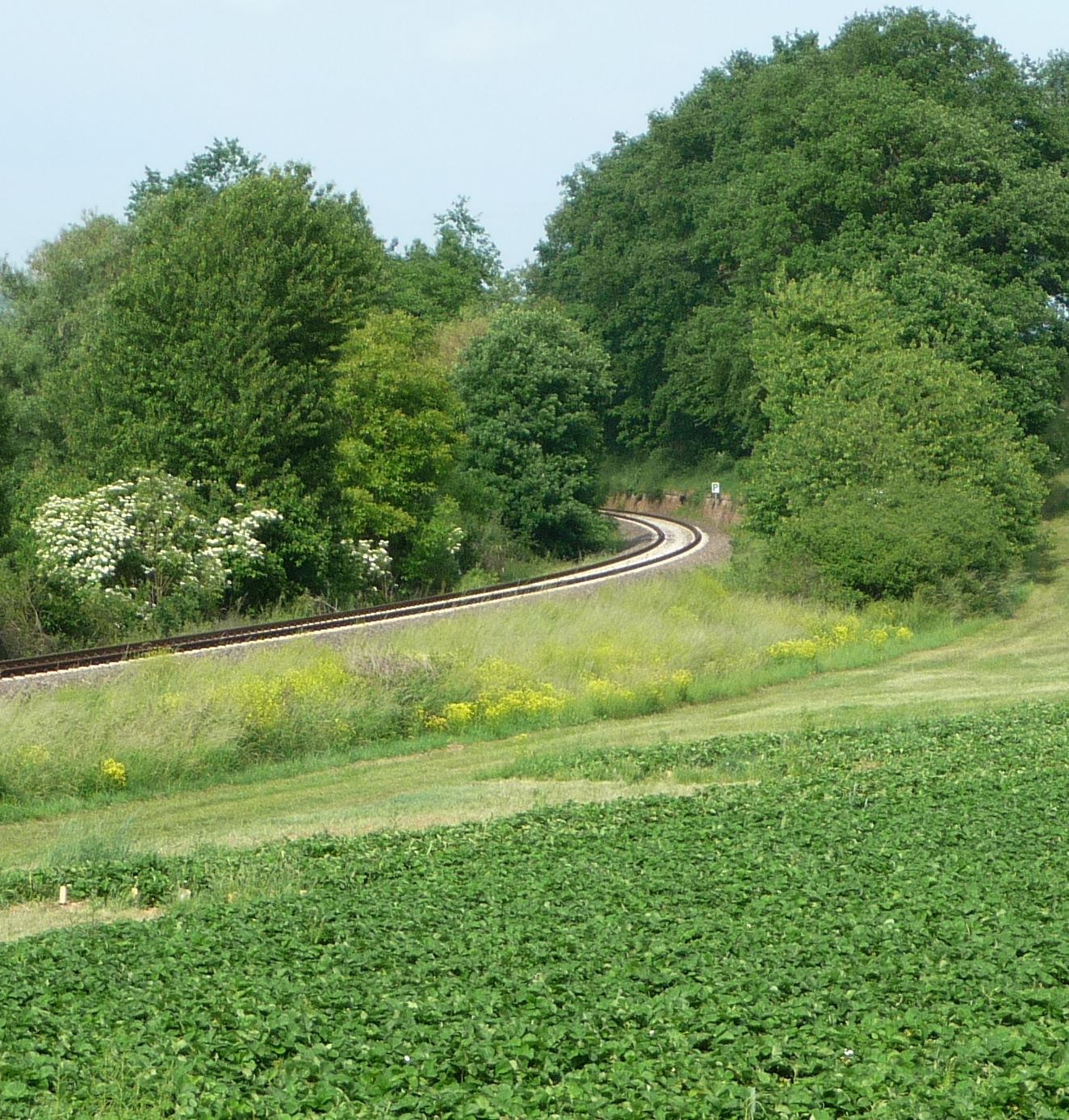
Strecke von Eisenberg nach Ebertsheim

Nachdem die Stichstrecke nach Hettenleidelheim eröffnet worden war, erhielt die Gemeinde Ebertsheim 600 Meter weiter östlich ihres bisherigen Bahnhofs (siehe nächster Absatz) einen Abzweigbahnhof, der zunächst als Ebertsheim Haltepunkt firmierte und sich unter einer Überführung befand. Während der Zeit der Bayerischen Staatseisenbahnen wurde letzterer als Stationstyp 1 geführt, was bedeutete, dass er Haltepunkt oder Haltestelle nur für Personen-, event. auch Gepäck-Verkehr war. Sein früheres Empfangsgebäude steht unter Denkmalschutz.
Die Inbetriebnahme der Stichstrecke hatte zunächst zur Folge, dass lediglich der Abzweigbahnhof im Personenverkehr bedient wurde. Die namentliche Unterscheidung wurde einige Zeit später in Ebertsheim West und Ebertsheim Ost abgeändert.

### Ebertsheim
Der heutige Haltepunkt und ehemalige Bahnhof Ebertsheim befindet sich am südlichen Ortsrand von Ebertsheim. Darüber hinaus verfügte er über einen Güterverladeplatz. Nach Inbetriebnahme der Zweigstrecke nach Hettenleidelheim wurde der Bahnhof ausschließlich für den Güterverkehr zuständig. Später wurde er für den Personenverkehr reaktiviert. Züge nach Eisenberg hielten ausschließlich an ihm, während diejenigen nach Hettenleidelheim am Abzweigbahnhof hielten. Nachdem die Eistalbahn bis nach Enkenbach durchgebunden war, wurde nur noch der Abzweigbahnhof bedient. Erst als die Strecke nach Hettenleidelheim im Personenverkehr stillgelegt wurde, wurde der alte Bahnhof für selbigen reaktiviert.

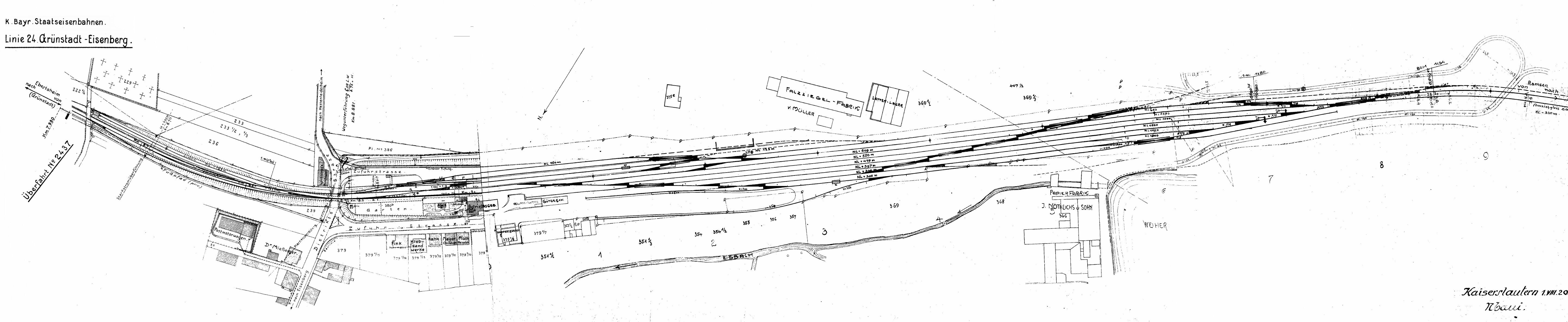
Gleisplanentwurf des Bahnhofs Eisenberg aus dem Jahr 1920

### Eisenberg

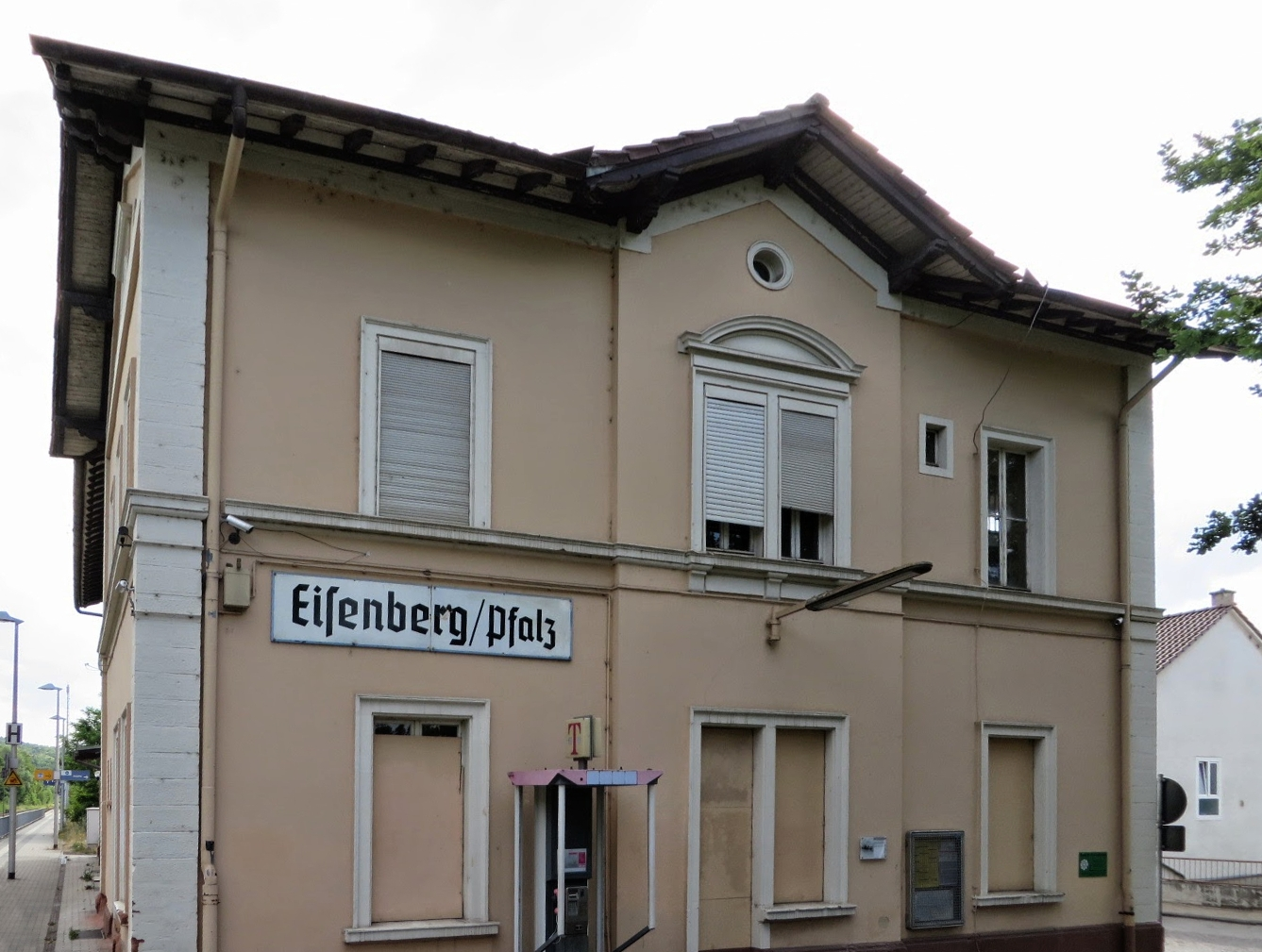
Eisenberg/Pfalz Bahnhof

Der Bahnhof Eisenberg (Pfalz) befindet sich am südlichen Stadtrand von Eisenberg. Von 1876 bis 1932 war er Endbahnhof der Strecke. Zudem war er stets der wichtigste entlang ihr und somit deren Betriebsmittelpunkt. Sein früheres Empfangsgebäude steht zudem unter Denkmalschutz. Bis zu dessen Einstellung im Jahr 2001 besaß er außerdem ein großes Aufkommen im Güterverkehr. 2002 wurde wieder eine Kreuzungsmöglichkeit für Personenzüge geschaffen, um einen verdichteten Fahrplan einführen zu können. Damit besitzt er als einzige Betriebsstelle entlang der Strecke ein Kreuzungsgleis. Jedoch wird dies beim derzeitigen Stundentakt nicht benötigt.

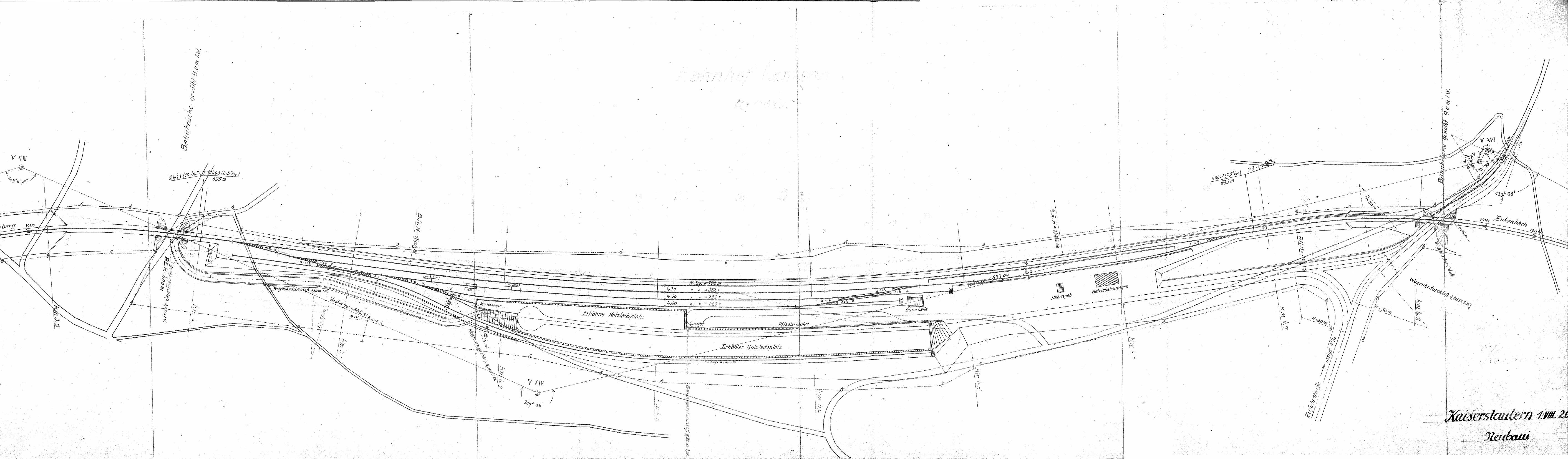
Gleisplanentwurf des Bahnhofs Ramsen aus dem Jahr 1920

### Ramsen

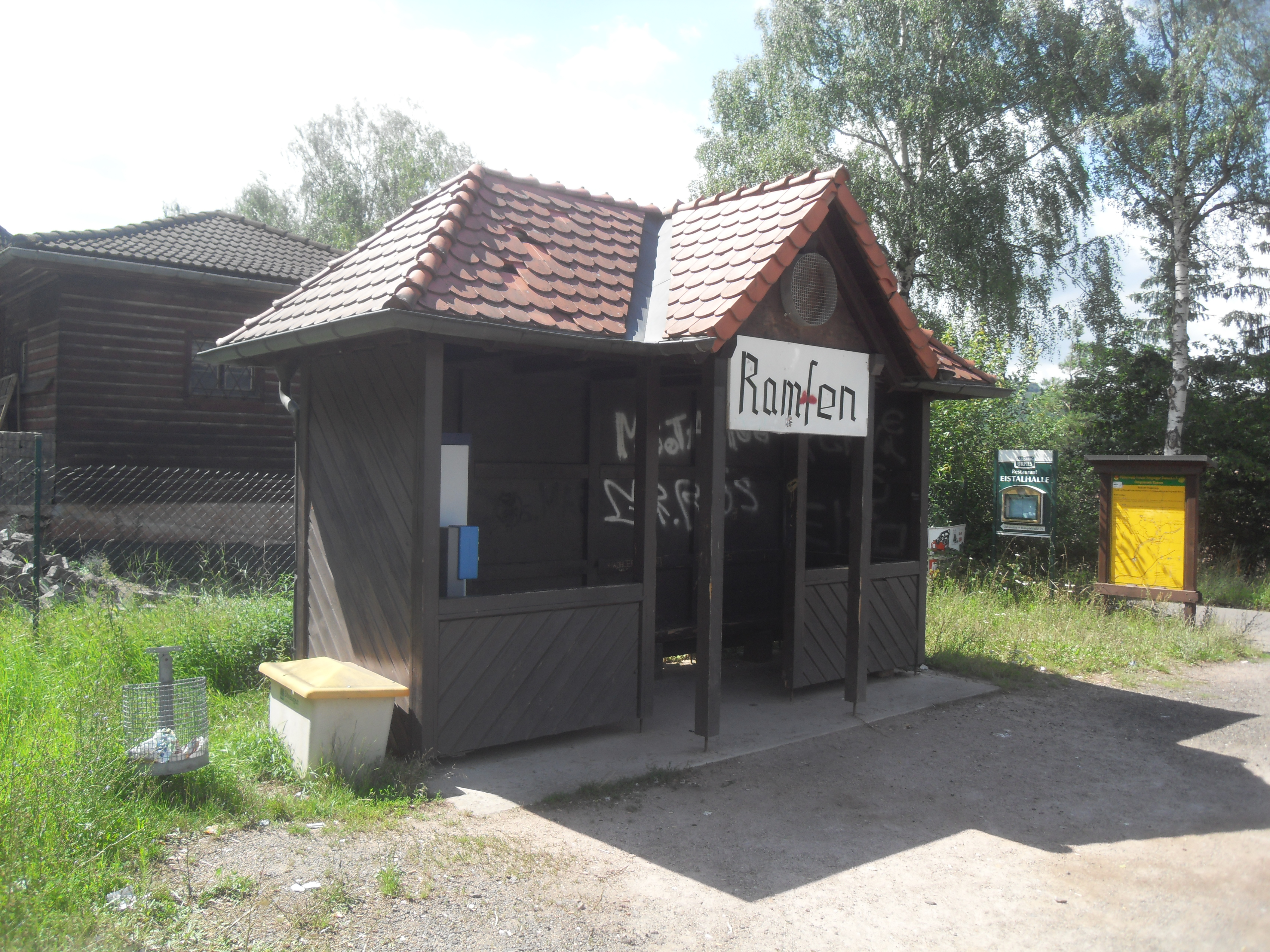
Wartehäuschen am Bahnhof Ramsen

Der frühere Bahnhof Ramsen (Pfalz) befindet sich am südlichen Ortsrand von Ramsen. Im Güterverkehr verdankte er seine Bedeutung in erster Linie dem Holztransport; entsprechend waren die Anlagen konzipiert. Das frühere Empfangsgebäude und der Güterschuppen existieren bis heute, wenngleich sie für den Bahnbetrieb keine Bedeutung mehr aufweisen. Der Fahrkartenverkauf im Bahnhof wurde bereits um 1960 aufgegeben. Zum 26. Mai 1968 wurde der Bahnhof in einen unbesetzten Haltepunkt umgewandelt.
Im Zuge der Reaktivierung der Station für den Personenverkehr 1995 wurde ein neuer Bahnsteig östlich der beiden historischen Betriebsgebäude errichtet. Werktags und samstags ist Ramsen Endpunkt für Personenzüge.

### Bockbachtalbrücke
Die Bockbachtalbrücke ist mit 28 Meter Höhe und 170 Meter Länge das zweitgrößte Brückenbauwerk der Eistalbahn. 

### Eiswoog
Der 2001 eröffnete Halt liegt vor dem Eistalviadukt. Lediglich an Sams-, Sonn- und Feiertagen werden die Züge hierher durchgebunden, da er ausschließlich dem Ausflugsverkehr und als Umsteigepunkt zur Stumpfwaldbahn dient. Bei letzterer handelt es sich um eine 600-mm-Museumsstrecke für Feldbahnen, die seit 1996 betrieben wird.

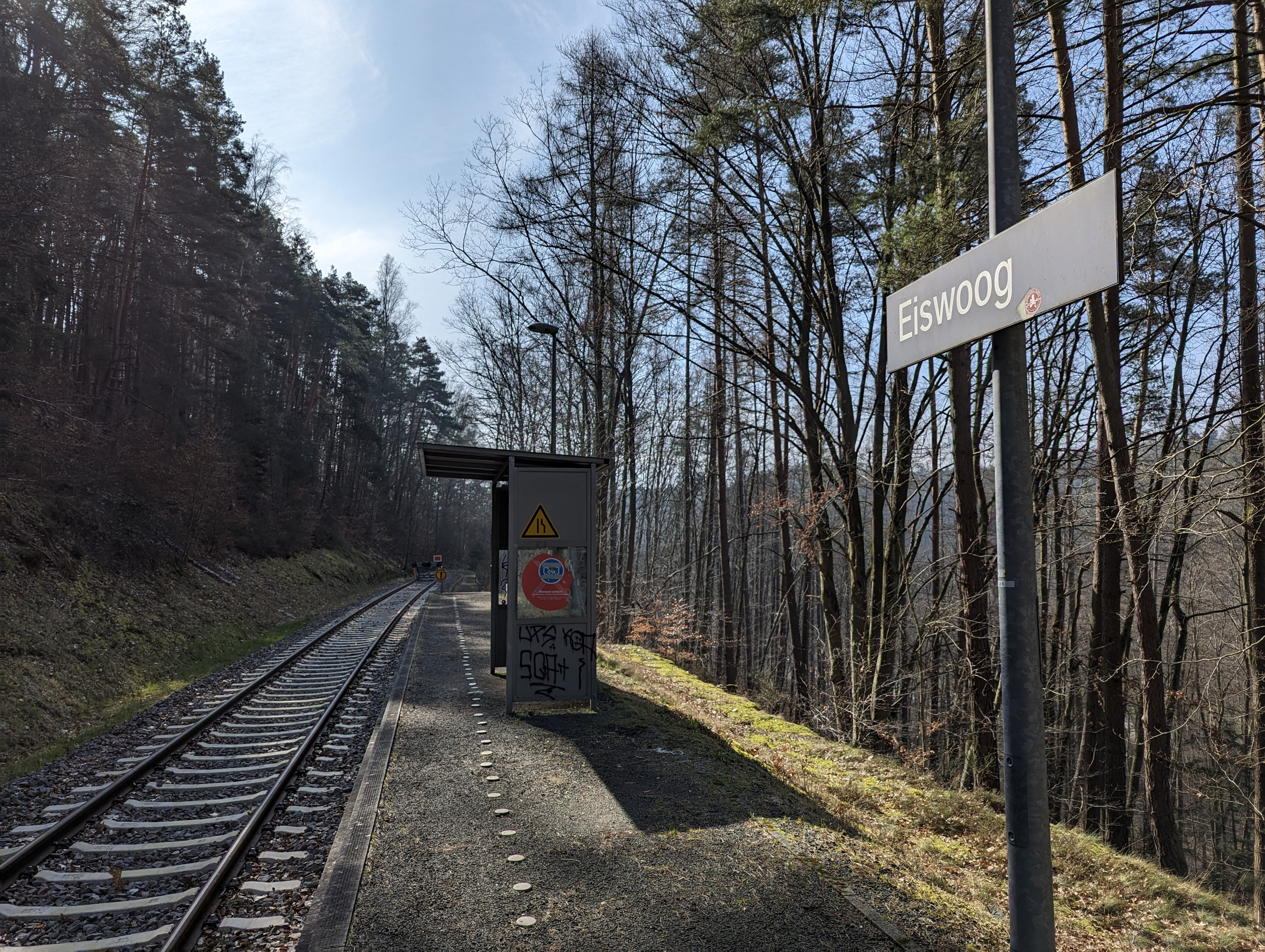
Bahnhof Eiswoog

Der Haltepunkt Eiswoog befand sich unmittelbar westlich des Eistalviaduktes unweit des gleichnamigen Sees. Seine Eröffnung fand 1933 und somit ein Jahr nach Inbetriebnahme des Abschnitts Eisenberg–Enkenbach statt. Sein Wartehäuschen mit Wellblechdach ist bis heute vorhanden, ebenso die Bahnsteigkante und ein Schild, das auf ihn hinweist.

### Eistalviadukt
Das Eistalviadukt, dessen Oberkante 36 Meter über dem Eisbach liegt, ist mit einer Länge von 271 Metern die längste Eisenbahnbrücke in der Pfalz. 

### Dreibrunnertalbrücke
Die Dreibrunnertalbrücke ist 28 Meter hoch und 176 Meter lang und trägt heute einen Fußweg.

### Stempelkopf-Tunnel
Der Stempelkopf-Tunnel ist 483 m lang und der einzige Tunnel der Strecke. 

### Stempelbrunnen

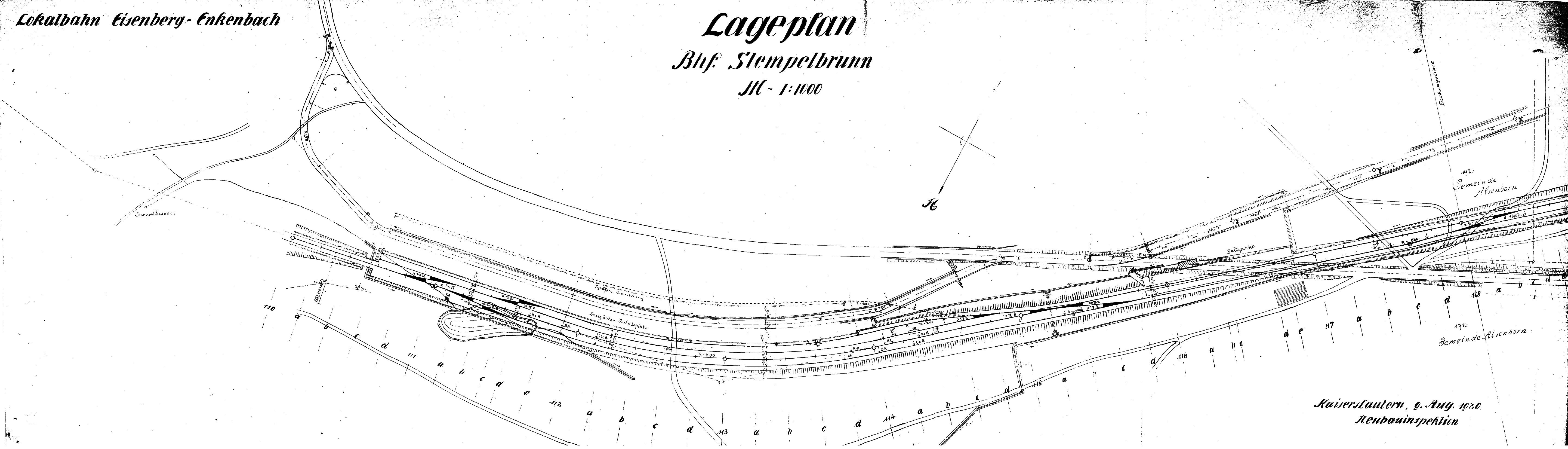
Gleisplanentwurf des Bahnhofs Stempelbrunn aus dem Jahr 1920

Bei Streckenkilometer 20,3 lässt sich auf einer Länge von etwa 500 m eine deutliche Verbreiterung des Planums ausmachen. In diesem Bereich befand sich der Betriebsbahnhof Stempelbrunnen, manchmal auch Stempelbrunn genannt. Er diente hauptsächlich Zugkreuzungen, da er den Scheitelpunkt der Strecke bildete und in der Mitte zwischen Ramsen und Enkenbach lag. Darüber hinaus fungierte er als Holzverladestelle. Die Fundamentreste einer Gleiswaage und eines Betriebsgebäudes, in dem ein Stellwerk untergebracht war, sind noch existent. Wann genau die Gleise zurückgebaut wurden, lässt sich nicht mehr feststellen. Bereits bei Einstellung des Personenverkehrs 1976 waren keine Kreuzungs- oder Ladegleise mehr vorhanden.

### Alsenborn
Der Bahnhof Alsenborn befand sich am nördlichen Ortsrand von Alsenborn. Im Güterverkehr verdankte er seine Bedeutung in erster Linie dem Holztransport; entsprechend waren die Anlagen konzipiert. Die örtliche Bahnagentur wurde bereits um 1960 aufgegeben. Das Empfangsgebäude gibt es bis heute, es dient inzwischen als Wohnhaus. Die Gleisanlagen sind zugewuchert.

### Enkenbach

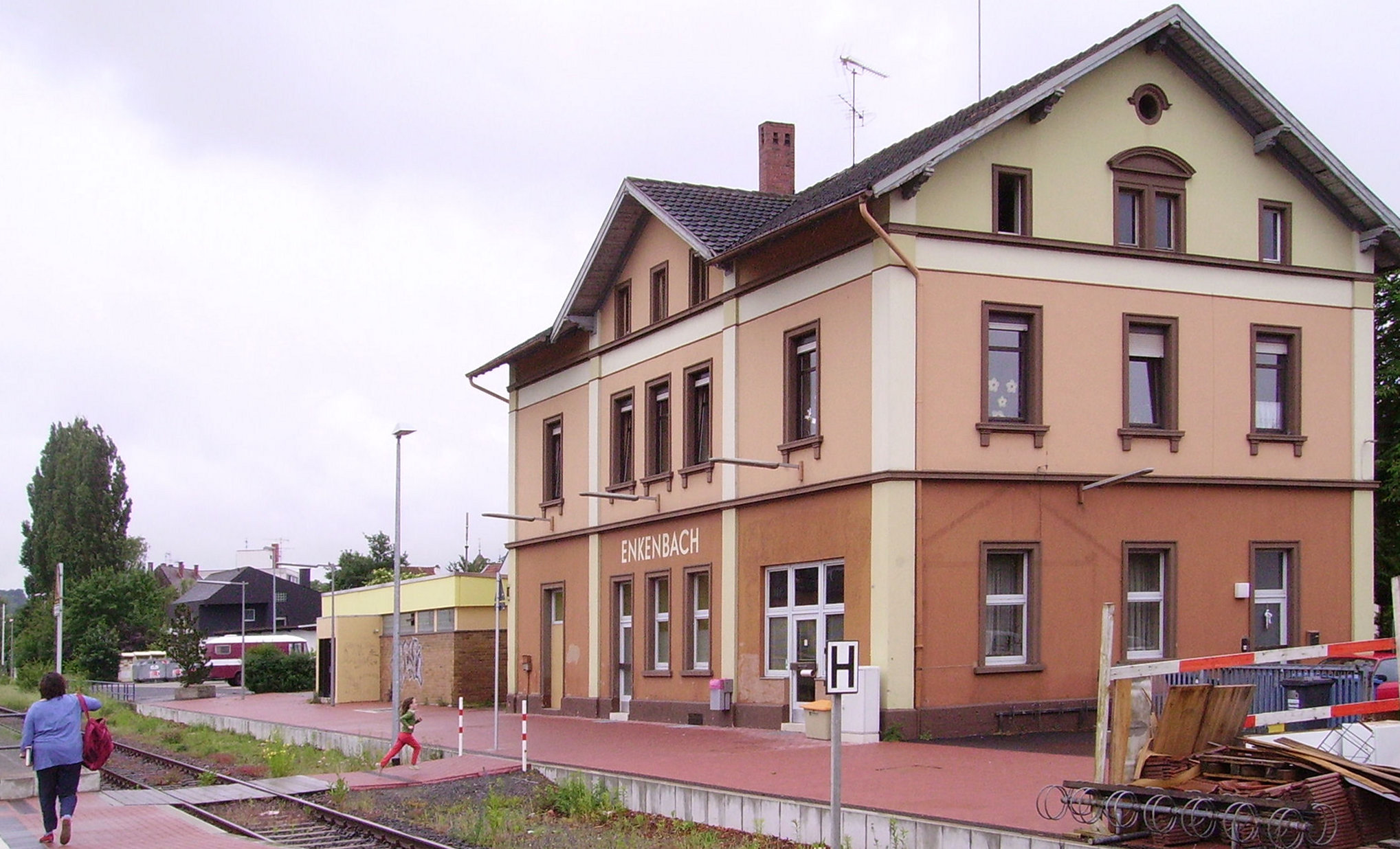
Bahnhof Enkenbach; eine Reaktivierung des Abschnitts zwischen Eiswoog und Enkenbach scheiterte.

Der Bahnhof Enkenbach befindet sich am östlichen Ortsrand von Enkenbach. Er wurde 1870 mit Eröffnung der Alsenztalbahn-Teilstrecke Hochspeyer–Winnweiler in Betrieb genommen. Durch die Eröffnung der Bahnstrecke Kaiserslautern–Enkenbach wurde er zum Eisenbahnknotenpunkt. Ab 1932 war er zusätzlich westlicher Endpunkt der Eistalbahn.